# Fed Cup 2011 Zona Asia/Oceania
La Zona Asia/Oceania (Asia/Oceania Zone) è una delle 3 divisioni zonali nell'ambito della Fed Cup 2011. Essa è a sua volta suddivisa in due gruppi (Gruppo I, Gruppo II) formati rispettivamente da 8 e 7 squadre, inserite in tali gruppi in base ai risultati ottenuti l'anno precedente.

Nel Gruppo I si lotta per la promozione al Gruppo Mondiale II e per evitare la retrocessione al Gruppo II della zona Asia/Oceania, mentre nel Gruppo II si lotta per la promozione nel Gruppo I. Nel Gruppo II non sono infatti previste retrocessioni, essendo tale raggruppamento l'ultimo nella gerarchia.

## Gruppo I
- Sede: National Tennis Centre, Nonthaburi, Thailandia (cemento outdoor)
- Periodo: 2-5 febbraio
- Formula: due gironi (Pool) da quattro squadre ciascuno, in cui ciascuna squadra affronta le altre tre incluse nel proprio Pool. Successivamente la prima in classifica del Pool A affronta la prima del Pool B per l'ammissione agli spareggi del Gruppo Mondiale II. Le due ultime si affrontano invece per evitare la retrocessione al Gruppo II della Zona Asia/Oceania. Le altre si affrontano per stabilire i posti dal 3º al 6º, meramente per le statistiche.

|   | Pool A (dettagli) | Uzbekistan (bandiera) | Thailandia (bandiera) | Cina (bandiera) | India (bandiera) |   |                     | Pool B (dettagli) | Giappone (bandiera) | Kazakistan (bandiera) | Corea del Sud (bandiera) | Taipei cinese (bandiera) |
| 1 | Uzbekistan (2-1)  |                       | 1-2                   | 3-0             | 2-1              | 1 | Giappone (3-0)      |                   | 2-1                 | 3-0                   | 3-0                      |                          |
| 2 | Thailandia (2-1)  | 2-1                   |                       | 1-2             | 2-1              | 2 | Kazakistan (2-1)    | 1-2               |                     | 2-1                   | 3-0                      |                          |
| 3 | Cina (2-1)        | 0-3                   | 2-1                   |                 | 2-1              | 3 | Corea del Sud (1-2) | 0-3               | 1-2                 |                       | 2-1                      |                          |
| 4 | India (0-3)       | 1-2                   | 1-2                   | 1-2             |                  | 4 | Taipei cinese (0-3) | 0-3               | 0-3                 | 1-2                   |                          |                          |

### Playoff promozione
| Uzbekistan 0 | National Tennis Centre, Nonthaburi, Thailandia 5 febbraio 2011 cemento outdoor | National Tennis Centre, Nonthaburi, Thailandia 5 febbraio 2011 cemento outdoor | Giappone 3 |     |   |        |
| \| \| \| \| 1 \| 2 \| 3 \| \| \| - \| \| -------------------------------------------------------------------- \| --- \| --- \| - \| ------ \| \| 1 \| \| Sabina Sharipova Junri Namigata \| 4 6 \| 5 7 \| \| \| \| 2 \| \| Nigina Abduraimova Ayumi Morita \| 4 6 \| 1 6 \| \| \| \| 3 \| \| Nigina Abduraimova / Albina Khabibulina Rika Fujiwara / Ayumi Morita \| 1 2 \| \| \| ritiro \| |                                                                                |                                                                                |            |     |   |        |
| |                                                                                |                                                                                | 1          | 2   | 3 |        |
| 1 | Uzbekistan (bandiera) · Giappone (bandiera)                                    | Sabina Sharipova Junri Namigata                                                | 4 6        | 5 7 |   |        |
| 2 | Uzbekistan (bandiera) · Giappone (bandiera)                                    | Nigina Abduraimova Ayumi Morita                                                | 4 6        | 1 6 |   |        |
| 3 | Uzbekistan (bandiera) · Giappone (bandiera)                                    | Nigina Abduraimova / Albina Khabibulina Rika Fujiwara / Ayumi Morita           | 1 2        |     |   | ritiro |

- Giappone ammesso agli spareggi del Gruppo Mondiale II.

### 3º-4º posto
| Thailandia 3 | National Tennis Centre, Nonthaburi, Thailandia 5 febbraio 2011 cemento outdoor | National Tennis Centre, Nonthaburi, Thailandia 5 febbraio 2011 cemento outdoor    | Kazakistan 0 |      |     |        |
| \| \| \| \| 1 \| 2 \| 3 \| \| \| - \| \| --------------------------------------------------------------------------------- \| --- \| ---- \| --- \| ------ \| \| 1 \| \| Nicha Lertpitaksinchai Galina Voskoboeva \| 5 7 \| 7 65 \| 6 1 \| \| \| 2 \| \| Noppawan Lertcheewakarn Sesil Karatančeva \| 6 3 \| 6 3 \| \| \| \| 3 \| \| Nicha Lertpitaksinchai / Nungnadda Wannasuk Sesil Karatančeva / Galina Voskoboeva \| 6 2 \| \| \| ritiro \| |                                                                                |                                                                                   |              |      |     |        |
| |                                                                                |                                                                                   | 1            | 2    | 3   |        |
| 1 | Thailandia (bandiera) · Kazakistan (bandiera)                                  | Nicha Lertpitaksinchai Galina Voskoboeva                                          | 5 7          | 7 65 | 6 1 |        |
| 2 | Thailandia (bandiera) · Kazakistan (bandiera)                                  | Noppawan Lertcheewakarn Sesil Karatančeva                                         | 6 3          | 6 3  |     |        |
| 3 | Thailandia (bandiera) · Kazakistan (bandiera)                                  | Nicha Lertpitaksinchai / Nungnadda Wannasuk Sesil Karatančeva / Galina Voskoboeva | 6 2          |      |     | ritiro |

### 5º-6º posto
| Cina 1 | National Tennis Centre, Nonthaburi, Thailandia 5 febbraio 2011 cemento outdoor | National Tennis Centre, Nonthaburi, Thailandia 5 febbraio 2011 cemento outdoor | Corea del Sud 2 |     |   |  |
| \| \| \| \| 1 \| 2 \| 3 \| \| \| - \| \| ------------------------------------------------ \| --- \| --- \| - \| \| \| 1 \| \| Hao Chen Tang Hyun-Hui Hong \| 6 2 \| 6 0 \| \| \| \| 2 \| \| Ran Tian So-Jung Kim \| 3 6 \| 3 6 \| \| \| \| 3 \| \| Hao Chen Tang / Ran Tian So-Jung Kim / Ye-Ra Lee \| 2 6 \| 3 6 \| \| \| |                                                                                |                                                                                |                 |     |   |  |
| |                                                                                |                                                                                | 1               | 2   | 3 |  |
| 1 | Cina (bandiera) · Corea del Sud (bandiera)                                     | Hao Chen Tang Hyun-Hui Hong                                                    | 6 2             | 6 0 |   |  |
| 2 | Cina (bandiera) · Corea del Sud (bandiera)                                     | Ran Tian So-Jung Kim                                                           | 3 6             | 3 6 |   |  |
| 3 | Cina (bandiera) · Corea del Sud (bandiera)                                     | Hao Chen Tang / Ran Tian So-Jung Kim / Ye-Ra Lee                               | 2 6             | 3 6 |   |  |

### Playoff retrocessione
| India 1 | National Tennis Centre, Nonthaburi, Thailandia 5 febbraio 2011 cemento outdoor | National Tennis Centre, Nonthaburi, Thailandia 5 febbraio 2011 cemento outdoor | Taipei cinese 2 |     |      |  |
| \| \| \| \| 1 \| 2 \| 3 \| \| \| - \| \| ------------------------------------------------------------------------ \| --- \| --- \| ---- \| \| \| 1 \| \| Ashvarya Shrivastava Ting-Fei Juan \| 3 6 \| 3 6 \| \| \| \| 2 \| \| Poojashree Venkatesha Chin-Wei Chan \| 5 7 \| 1 6 \| \| \| \| 3 \| \| Rushmi Chakravarthi / Ashvarya Shrivastava Ting-Fei Juan / Yui-Lynn Miao \| 1 6 \| 6 3 \| 7 65 \| \| |                                                                                |                                                                                |                 |     |      |  |
| |                                                                                |                                                                                | 1               | 2   | 3    |  |
| 1 | India (bandiera) · Taipei cinese (bandiera)                                    | Ashvarya Shrivastava Ting-Fei Juan                                             | 3 6             | 3 6 |      |  |
| 2 | India (bandiera) · Taipei cinese (bandiera)                                    | Poojashree Venkatesha Chin-Wei Chan                                            | 5 7             | 1 6 |      |  |
| 3 | India (bandiera) · Taipei cinese (bandiera)                                    | Rushmi Chakravarthi / Ashvarya Shrivastava Ting-Fei Juan / Yui-Lynn Miao       | 1 6             | 6 3 | 7 65 |  |

- India retrocessa al Gruppo II nel 2012.

## Gruppo II
- Sede: National Tennis Centre, Nonthaburi, Thailandia (cemento outdoor)
- Periodo: 2-5 febbraio
- Formula: due gironi (Pool) 4 squadre ciascuno, in cui ciascuna squadra affronta le altre incluse nel proprio girone. Successivamente la prima del Pool A affronta la prima del Pool B per la promozione al Gruppo I. Le due seconde si affrontano per il 3º e 4º posto, così come le due terze per stabilire il 5º e 6º posto e le due quarte per il 7° e 8°.

|   | Pool A (dettagli)  | Indonesia (bandiera) | Filippine (bandiera) | Pakistan (bandiera) | Kirghizistan (bandiera) |   |                    | Pool B (dettagli) | Hong Kong (bandiera) | Singapore (bandiera) | Turkmenistan (bandiera) | Oman (bandiera) |
| 1 | Indonesia (3-0)    |                      | 3-0                  | 3-0                 | 3-0                     | 1 | Hong Kong (3-0)    |                   | 3-0                  | 3-0                  | 3-0                     |                 |
| 2 | Filippine (2-1)    | 0-3                  |                      | 3-0                 | 3-0                     | 2 | Singapore (2-1)    | 0-3               |                      | 2-1                  | 2-1                     |                 |
| 3 | Pakistan (1-2)     | 0-3                  | 0-3                  |                     | 2-1                     | 3 | Turkmenistan (1-2) | 0-3               | 1-2                  |                      | 3-0                     |                 |
| 4 | Kirghizistan (0-3) | 0-3                  | 0-3                  | 1-2                 |                         | 4 | Oman (0-3)         | 0-3               | 1-2                  | 0-3                  |                         |                 |

### Playoff promozione
| Indonesia 2 | National Tennis Centre, Nonthaburi, Thailandia 5 febbraio 2011 cemento outdoor | National Tennis Centre, Nonthaburi, Thailandia 5 febbraio 2011 cemento outdoor | Hong Kong 1 |     |     |  |
| \| \| \| \| 1 \| 2 \| 3 \| \| \| - \| \| ----------------------------------------------------- \| --- \| --- \| --- \| \| \| 1 \| \| Ayu-Fani Damayanti Katherine Ip \| 6 1 \| 6 1 \| \| \| \| 2 \| \| Lavinia Tananta Ling Zhang \| 6 3 \| 2 6 \| 5 7 \| \| \| 3 \| \| Yayuk Basuki / Jessy Rompies Ho Ching Wu / Ling Zhang \| 6 1 \| 4 6 \| 6 4 \| \| |                                                                                |                                                                                |             |     |     |  |
| |                                                                                |                                                                                | 1           | 2   | 3   |  |
| 1 | Indonesia (bandiera) · Hong Kong (bandiera)                                    | Ayu-Fani Damayanti Katherine Ip                                                | 6 1         | 6 1 |     |  |
| 2 | Indonesia (bandiera) · Hong Kong (bandiera)                                    | Lavinia Tananta Ling Zhang                                                     | 6 3         | 2 6 | 5 7 |  |
| 3 | Indonesia (bandiera) · Hong Kong (bandiera)                                    | Yayuk Basuki / Jessy Rompies Ho Ching Wu / Ling Zhang                          | 6 1         | 4 6 | 6 4 |  |

- Indonesia promossa al Gruppo I nel 2012.

### 3º-4º posto
| Filippine 2 | National Tennis Centre, Nonthaburi, Thailandia 5 febbraio 2011 cemento outdoor | National Tennis Centre, Nonthaburi, Thailandia 5 febbraio 2011 cemento outdoor | Singapore 1 |     |      |  |
| \| \| \| \| 1 \| 2 \| 3 \| \| \| - \| \| ------------------------------------------------------------------ \| ---- \| --- \| ---- \| \| \| 1 \| \| Anna Clarice Patrimonio Clare Fong \| 6 1 \| 6 1 \| \| \| \| 2 \| \| Anna Christine Patrimonio Stefanie Tan \| 64 7 \| 6 2 \| 65 7 \| \| \| 3 \| \| Tamitha Nguyen / Anna Clarice Patrimonio Clare Fong / Stefanie Tan \| 6 2 \| 6 2 \| \| \| |                                                                                |                                                                                |             |     |      |  |
| |                                                                                |                                                                                | 1           | 2   | 3    |  |
| 1 | Filippine (bandiera) · Singapore (bandiera)                                    | Anna Clarice Patrimonio Clare Fong                                             | 6 1         | 6 1 |      |  |
| 2 | Filippine (bandiera) · Singapore (bandiera)                                    | Anna Christine Patrimonio Stefanie Tan                                         | 64 7        | 6 2 | 65 7 |  |
| 3 | Filippine (bandiera) · Singapore (bandiera)                                    | Tamitha Nguyen / Anna Clarice Patrimonio Clare Fong / Stefanie Tan             | 6 2         | 6 2 |      |  |

### 5º-6º posto
| Pakistan 1 | National Tennis Centre, Nonthaburi, Thailandia 5 febbraio 2011 cemento outdoor | National Tennis Centre, Nonthaburi, Thailandia 5 febbraio 2011 cemento outdoor | Turkmenistan 2 |     |   |  |
| \| \| \| \| 1 \| 2 \| 3 \| \| \| - \| \| ----------------------------------------------------------------------- \| --- \| --- \| - \| \| \| 1 \| \| Ushna Suhail Amangul Mollayeva \| 6 1 \| 6 0 \| \| \| \| 2 \| \| Sarah Mahboob Khan Anastasiýa Prenko \| 1 6 \| 1 6 \| \| \| \| 3 \| \| Sarah Mahboob Khan / Ushna Suhail Jenneta Halliyeva / Anastasiýa Prenko \| 2 6 \| 2 6 \| \| \| |                                                                                |                                                                                |                |     |   |  |
| |                                                                                |                                                                                | 1              | 2   | 3 |  |
| 1 | Pakistan (bandiera) · Turkmenistan (bandiera)                                  | Ushna Suhail Amangul Mollayeva                                                 | 6 1            | 6 0 |   |  |
| 2 | Pakistan (bandiera) · Turkmenistan (bandiera)                                  | Sarah Mahboob Khan Anastasiýa Prenko                                           | 1 6            | 1 6 |   |  |
| 3 | Pakistan (bandiera) · Turkmenistan (bandiera)                                  | Sarah Mahboob Khan / Ushna Suhail Jenneta Halliyeva / Anastasiýa Prenko        | 2 6            | 2 6 |   |  |

### 7º-8º posto
| Kirghizistan 0 | National Tennis Centre, Nonthaburi, Thailandia 5 febbraio 2011 cemento outdoor | National Tennis Centre, Nonthaburi, Thailandia 5 febbraio 2011 cemento outdoor | Oman 3 |     |   |  |
| \| \| \| \| 1 \| 2 \| 3 \| \| \| - \| \| ----------------------------------------------------------------------- \| --- \| --- \| - \| \| \| 1 \| \| Alena Panfilova Sarah Al Balushi \| 1 6 \| 1 6 \| \| \| \| 2 \| \| Emilia Tenizbaeva Fatma Al-Nabhani \| 1 6 \| 0 6 \| \| \| \| 3 \| \| Alena Panfilova / Emilia Tenizbaeva Sarah Al Balushi / Fatma Al-Nabhani \| 0 6 \| 0 6 \| \| \| |                                                                                |                                                                                |        |     |   |  |
| |                                                                                |                                                                                | 1      | 2   | 3 |  |
| 1 | Kirghizistan (bandiera) · Oman (bandiera)                                      | Alena Panfilova Sarah Al Balushi                                               | 1 6    | 1 6 |   |  |
| 2 | Kirghizistan (bandiera) · Oman (bandiera)                                      | Emilia Tenizbaeva Fatma Al-Nabhani                                             | 1 6    | 0 6 |   |  |
| 3 | Kirghizistan (bandiera) · Oman (bandiera)                                      | Alena Panfilova / Emilia Tenizbaeva Sarah Al Balushi / Fatma Al-Nabhani        | 0 6    | 0 6 |   |  |